# Nina Burger
Nina Burger (Tulln an der Donau, 27 dicembre 1987) è una calciatrice austriaca, attaccante del First Vienna.
Burger è la prima calciatrice austriaca a superare le 100 presenze della nazionale austriaca, formazione della quale è stata anche capitano prima di decidere di non indossare più la maglia della sua nazionale nel 2019.

## Biografia
Nina Burger nasce a Tulln an der Donau, centro abitato della Bassa Austria nonché capoluogo dell'omonimo distretto il 27 dicembre 1987. Dopo i primi studi, che alterna al suo impegno sportivo, si iscrive alla Polizeischule (scuola di polizia) ottenendo la qualifica di agente della Bundespolizei, incarico che svolge a Vienna.

## Carriera

### Club

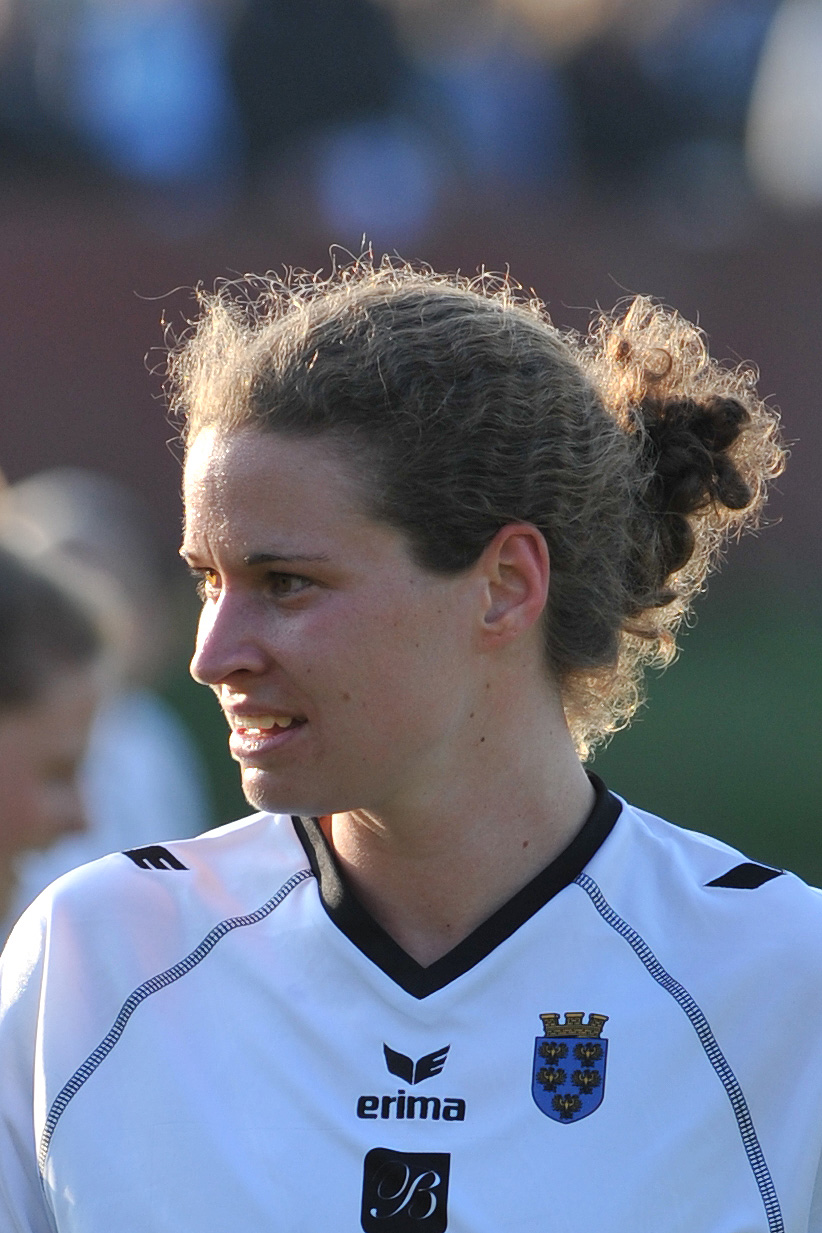
Nina Burger durante l'edizione 2014-2015 di Champions League con la maglia del Neulengbach.

Burger si appassiona al calcio fin da giovanissima, tesserandosi nell'estate 1995 con l'Hausleiten, club dell'omonimo piccolo centro della Bassa Austria, giocando nelle sue formazioni giovanili dall'età di sette anni.
Arrivata ai 14 anni lascia l'Hausleiten per una squadra interamente femminile, il Langenrohr, nuovamente centro della Bassa Austria, con la quale nel 2003 vince la NÖ-Landesliga acquisendo il diritto di giocare in 2. Division Ost dalla stagione 2003-2004. Con le gialloblu gioca quattro stagioni, siglando per la sua squadra 73 reti complessive, attirando così l'attenzione dei grandi club austriaci.
Nel luglio 2005 coglie l'opportunità offertale dal Neulengbach, società che gioca fin dal suo secondo anno in ÖFB-Frauenliga, massimo livello del campionato austriaco femminile di calcio, e che domina il panorama calcistico austriaco da tre stagioni aggiudicandosi ininterrottamente campionato e Coppa di categoria. Nelle stagioni successive contribuisce concretamente nella conquista di ulteriori otto titoli nazionali e sette ÖFB-Ladies-Cup, risultando anche per sei volte capocannoniere della ÖFB-Frauenliga, ininterrottamente dal 2007 al 2012. Le sue prestazioni in campionato sono tali da essere votata come giocatrice dell'anno nel 2010 dalla Vereinigung der Fußballer (VdF). Con il Neulengbach gioca complessivamente dieci stagioni, realizzando 253 reti, trovando l'occasione di disputare il suo primo campionato all'estero grazie all'accordo stipulato con lo Houston Dash. Trasferita negli Stati Uniti d'America con la formula del prestito, debutta in National Women's Soccer League (NWSL), il massimo livello calcistico femminile professionistico statunitense, vestendo la maglia arancio-azzurra della squadra di Houston, nello stato del Texas. Anche in NWSL trova occasione di mettersi in luce per le sue qualità nel reparto offensivo, riuscendo a siglare quattro reti su 17 incontri disputati.
Nell'estate 2015 si concretizza una seconda opportunità per giocare all'estero, questa volta in Germania, grazie al contratto sottoscritto con il Sand, alla ricerca di giocatrici per puntare alla salvezza alla loro seconda stagione in Frauen-Bundesliga.

### Nazionale
Burger viene selezionata per vestire la maglia delle nazionali giovanili, nella nazionale austriaca Under-19, dove il 20 aprile 2004 debutta in un torneo UEFA in occasione del secondo turno di qualificazione all'edizione 2004 del campionato europeo di categoria, nell'incontro perso per 4-2 con le pari età della Norvegia, poi anche nella Under-17 dove debutta il 1º settembre 2005, in occasione della partita giocata contro le pari età dell'Inghilterra.
Sempre nel 2005 viene chiamata nella nazionale maggiore con la quale non riesce a superare le fasi di qualificazione ai successivi campionati europei e mondiali, tuttavia riesce, grazie anche alle sue tre reti, ad aggiudicarsi la Cyprus Cup nell'edizione 2016. Burger risulta condividere anche il titolo di capocannoniere del torneo affiancando nella classifica marcatrici la ceca Lucie Voňková.
Il selezionatore della nazionale austriaca Dominik Thalhammer, dopo averla utilizzata durante le fasi di qualificazione all'Europeo dei Paesi Bassi 2017, e dove la sua squadra grazie alle sue 5 reti (prima marcatrice austriaca di quella fase) ottiene il secondo posto nel gruppo 8 dietro alla Norvegia e l'accesso alla prima storica fase finale di un Europeo per la nazionale austriaca, la inserisce nella rosa definitiva della squadra venne annunciata il 1º luglio 2017 Burger contribuisce al percorso che porta la  sua nazionale fino alle semifinali conquistando la prima posizione del gruppo C davanti alla Francia, siglando il 18 luglio 2017 l'unica rete della vittoria sulla Svizzera e quella che al 44' porta sul parziale di 2-0 la partita con l'Islanda, incontro poi terminato 3-0 per le austriache. Incontrata ai quarti di finale la Spagna il 30 luglio, dopo che i tempi regolamentari si erano chiusi a reti inviolate, Burger è la seconda rigorista per la sua nazionale, battendo il portiere avversario Sandra Paños; la sequenza terminerà con cinque centri contro i tre delle spagnole (errore di Silvia Meseguer) e il conseguente passaggio del turno. La semifinale del 3 agosto è caratterizzata dall'occasione persa dall'Austria nel tentare di chiudere la partita con la Danimarca quando al 19' Sarah Puntigam fallisce il rigore concesso sul fallo in area di Maja Kildemoes; finiti i tempi regolamentari sullo 0-0 si torna ai calci di rigore, ma questa volta le austriache non riescono a realizzare alcuna rete dal dischetto con la sequenza che si ferma a tre, dei quali Burger non tira, con le danesi che passano il turno.
In rosa con la squadra che disputa la Cyprus Cup 2018, dove il 7 marzo, nell'incontro valido per il 7º posto vinto ai rigori con il Galles, marca la presenza numero 100 in nazionale.

## Palmarès

### Club
- Campionato austriaco: 8

Neulengbach: 2005-2006, 2006-2007, 2007-2008, 2008-2009, 2009-2010, 2010-2011, 2011-2012, 2012-2013
- Coppa d'Austria: 7

Neulengbach: 2005-2006, 2006-2007, 2007-2008, 2008-2009, 2009-2010, 2010-2011, 2011-2012

### Nazionale
- Cyprus Cup: 1

2016

### Individuali
- Capocannoniere della ÖFB-Frauenliga: 6

2007, 2008, 2009, 2010, 2011, 2012
- Capocannoniere della DFB-Pokal der Frauen: 1

2016-2017 (5 reti a pari merito con Annabel Jäger)
- Capocannoniere della Cyprus Cup: 1

2016 (3 reti)
- Calciatrice dell'anno: 1

2010